# アーネスト・エム・比嘉
アーネスト比嘉（アーネストひが、1952年10月15日 - ）は、アメリカ人実業家。ミドルネームにマツオ（漢字名不明）の略で「M」が入る。
アメリカ合衆国ハワイ州ホノルル市生まれ。ジュネーブの小学校、東京都三鷹市のアメリカンスクール（中学校・高等学校）を経て、ペンシルベニア大学ウォートン・スクール卒業（国際ビジネス専攻）。コロンビア大学コロンビア・ビジネス・スクール修了、MBA（経営学修士）取得（財政学、会計学）。国籍はアメリカ合衆国。
1976年4月、株式会社ヒガ・インダストリーズ（現ドミノ・ピザジャパン）入社。1979年4月同社代表取締役。1980年からドミノ・ピザのチェーン展開を開始。1983年4月、同社代表取締役社長。2015年4月、同社代表取締役会長兼社長。
この間、2010年からジェーシー・コムサ取締役。2011年3月、ウェンディーズ・ジャパン合同会社設立、同社最高経営責任者。2016年9月、ウェンディーズ・ジャパン株式会社代表取締役会長。同年ファーストキッチンを買収し、同社代表取締役社長に就任。同年ファーストキッチン代表取締役会長。
2008年4月一般社団法人東京ニュービジネス協議会特別理事（現職）、2009年5月コロンビア・ビジネス・スクール理事（現職）、2010年6月株式会社ジェーシー・コムサ取締役（現職）、2013年6月株式会社新生銀行取締役。2017年4月学校法人昭和女子大学理事（現職）。2018年8月テンプル大学ジャパンキャンパス理事。
父はワイ・ヒガ・コーポレーション創始者の比嘉悦雄。実業家の大河原愛子は姉。